# Франкович, Алан
Франкович, Алан (англ. Allan James Francovich; 23 марта 1941, Нью-Йорк, США — 17 апреля 1997, Хьюстон, Техас, США) — американский режиссёр-документалист.

## Биография
Алан Франкович родился в семье инженера еврейского происхождения в Нью-Йорке. В раннем возрасте его семья переехала в Лиму, Перу, где юный Алан развил неординарные способности к иностранным языкам. Начав высшее образование в Университете Сан-Маркос в Лиме он продолжил его на родине, в США, получив степень бакалавра по английскому, романским и славянским языкам. Позднее в Сорбонне и Школе восточных языков во Франции он изучал литературу, русский, сербохорватский и арабский языки. Драматическое искусство Франкович изучал в Беркли, США.
В 1970—1985 Алан Франкович был женат на выпускнице Университета Эдинбурга, писателе и переводчике Кейтлин Уивер, которая помогала ему в производстве первых документальных фильмов-расследований в Латинской Америке.
В 1990-х годах Франкович жил в Лондоне и в интервью The Independent, вышедшем вскоре после премьеры фильма «Мальтийский двойной крест — Локерби», высказывал опасения за свою жизнь.

## Основные работы
Первым фильмом, отмеченным престижной наградой International Critics Award Берлинского кинофестиваля стал «On company business», 1980 («По делам фирмы»), рассказывающий об изнанке зарубежной деятельности ЦРУ. Эту тему Франкович развивает в фильме «The Houses Are Full of Smoke», 1987 («Дома, наполненные дымом») и «Dark Passage», 1990 («Чёрный коридор»), раскрывающие участие ЦРУ в государственных переворотах и подготовке эскадронов смерти в Гватемале, Никарагуа и Сальвадоре.
В 1992 году выходит телевизионная трилогия «Gladio» (см. Операция «Гладио»), расследующая деятельность неонацистских группировок в Европе, сформированных в годы Холодной войны для противодействия предполагаемому вторжению СССР, и позднее используемых ЦРУ для оказания влияния на политику Италии, Германии и других западноевропейских стран.

### Maltese Double Cross (1994)
Самым нашумевшим расследованием Франковича стал телефильм «Мальтийский двойной крест — Локерби» («Maltese Double Cross: Lockerbie»), вышедший в 1994 году. В фильме анализируется официальная версия авиационной катастрофы Боинга-747 компании Pan American, взорванного над шотландским городом Локерби. Из интервью со свидетелями событий и из установленных расследованием фактов Франкович выводит несостоятельность официальной версии о причастности спецслужб ливийского лидера, Муаммара Каддафи, к установке бомбы в авиалайнер Pan American. Улики, собранные Франковичем, указывают на роль спецслужб США, обеспечивавших контролируемые поставки наркотиков авиарейсами, на один из которых, Pan Am № 103 палестинские террористы, связанные с Хезболлой, вместо чемодана с наркотиками отправили аналогичный чемодан с бомбой. Франкович выяснил, что ряд высокопоставленных чиновников США были тайно предупреждены спецслужбами о том, что они не должны были лететь этим рейсом.
Родственники жертв катастрофы придерживались разного мнения о расследовании Франковича. Фильм был запрещён к показу в США и давление со стороны части родственников погибших не позволило осуществить публичный показ фильма на Лондонском кинофестивале. Однако год спустя он получил приз на фестивале в Эдинбурге. В Великобритании полная версия фильма была также показана в Палате общин парламента, а усечённая также единожды показана по кабельному телевидению.
На следующий день после показа фильма по британскому Каналу 4 Франкович опубликовал открытое письмо в газете The Guardian, где обвинил власти Великобритании и США в намеренном игнорировании новых свидетельств об обстоятельствах террористического акта над Локерби. Спонсором фильма выступил британский бизнесмен Тайни Роуланд.

## Смерть
В апреле 1997 года Франкович прилетает в США для очередных съёмок, и по прилёте в аэропорту Хьюстона, Техас при прохождении таможенных процедур у него случился сердечный приступ, приведший к смерти. Известно, что незадолго до этого Франкович нашёл спонсора для съёмок новых фильмов-расследований, один из которых предполагалось посвятить расследованию убийства шведского премьер-министра Улофа Пальме.
Архив фильмов и документов Алана Франковича хранится в американском Тихоокеанском киноархиве (Pacific Film Archive) в Беркли, Калифорния. Некоторые фильмы также доступны на Youtube.